# Canale d'Isonzo
Canale d'Isonzo, già Canale (in sloveno Kanal ob Soči, già Kanal in friulano Canâl) è un comune (občina) della Slovenia. Ha una popolazione di 5 301 abitanti ed un'area di 146 km². Appartiene alla regione statistica del Goriziano.
Il comune è stato ricostituito nel 1995 per distacco dal comune di Nova Gorica. La cittadina di Canale, di impronta barocca e dal tipico aspetto friulano con le sue case a ballatoi, è disposta lungo le due rive del fiume Isonzo.

## Storia
Venne menzionata, per la prima volta, assieme al castello che la domina, nel 1140. Castello poi trasformato nel corso del sec. XVII in residenza barocca.
Il ponte di Canale è ricordato dallo scrittore statunitense Ernest Hemingway nel romanzo Addio alle armi. Nell'insediamento di Plava c'è la località Zagora, nota per essere stata teatro di una delle Battaglie dell'Isonzo.
In epoca asburgica, all'atto della costituzione del comune catastale di Canale, esso comprendeva solo i territori corrispondenti all'attuale insediamento (naselja) del capoluogo. In seguito al comune di Canale (Kanal) vennero aggregati anche i comuni catastali di Bodress/Bodrež, Gorenjavass/Gorenja Vas, Idria di Canale (Idrija), Morsca/Morsko e Verch/Vrh.
Dopo la prima guerra mondiale e fino al 1947 fu comune autonomo della Provincia di Gorizia.
Nel 1928 furono aggregati a Canale d'Isonzo i comuni di Aiba, Auzza e Ronzina.
Come già in epoca asburgica, l'attuale territorio comunale era allora articolato nei comuni di:
- Canale d'Isonzo, comprendente le frazioni di Goregna Vas/Goregna di Canale (Gorenja Vas), Crestenizza (Krstenica), Morsco/Villa Morsca (Morsko), Idria/Liga (Lig), Bòdrez/Bodres (Bodrež), Loga e Verch/Verco di Canale ([Kanalski] Vrh).[12][13]
- Aiba (Aggregato nel 1928)
- Auzza (Aggregato nel 1928)
- Cal di Canale
- Descla (Aggregato a Salona d'Isonzo nel 1928[14])
- Ronzina (Aggregato nel 1928)
- Salona d'Isonzo

Nel 1976 fu colpita dal Terremoto del Friuli senza particolari danni.

## Monumenti e luoghi d'interesse

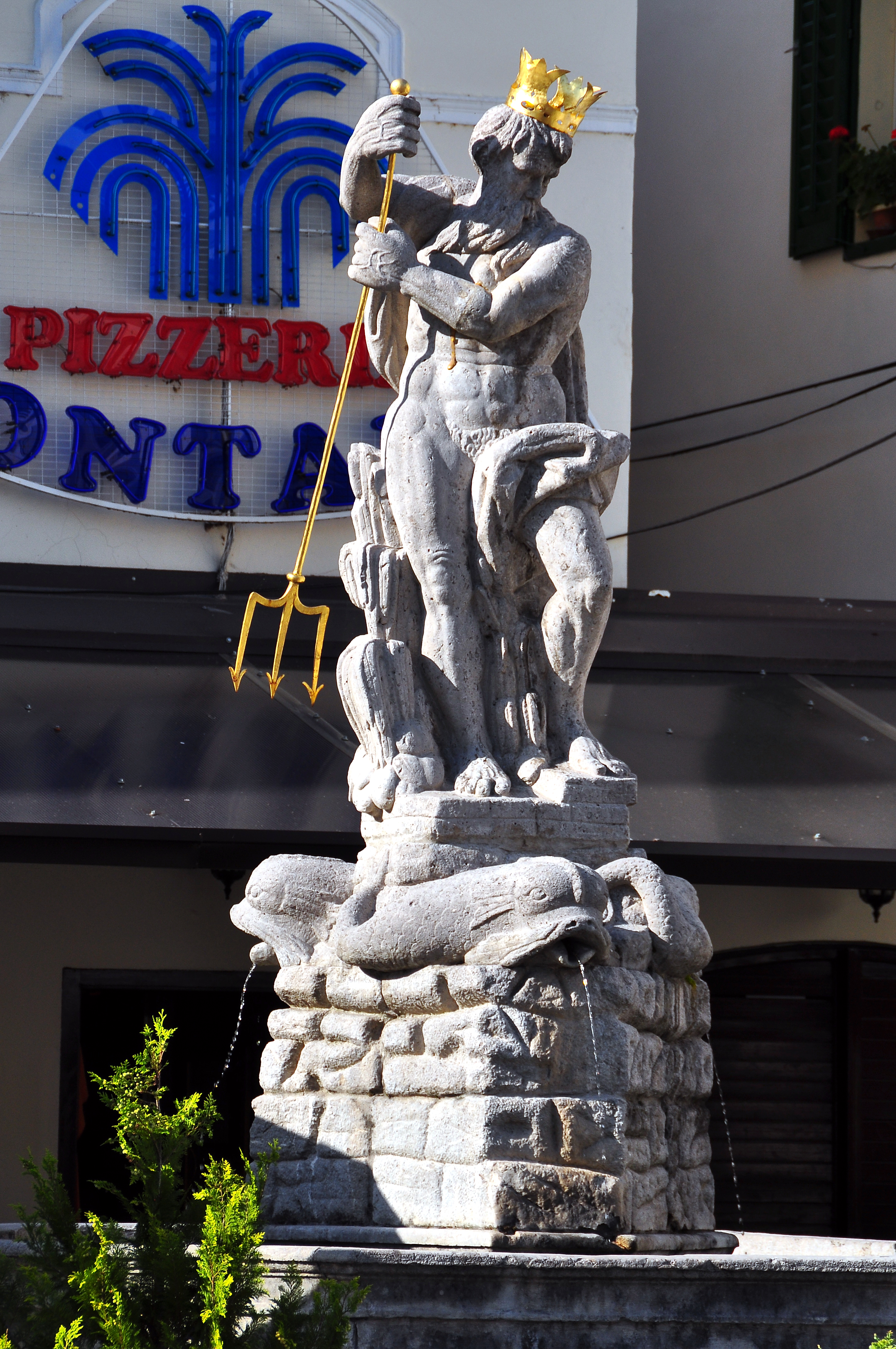
La fontana del Nettuno.

Oltre al castello vi sono da ricordare la parrocchiale di Santa Maria Assunta (Marijino Vnebovzetje) della prima metà del sec. XV, ricostruita dopo un incendio nel 1632, la chiesa in stile gotico posta presso il cimitero del paese e dedicata a Sant'Anna (Sv. Ana) nonché la fontana del Nettuno (1815) e i monumenti al pittore Ivan Čargo e allo scalatore Valentin Stanič, posti nella piazza centrale della località.
Il 10 maggio del 1936 venne dedicato al garibaldino Francesco Ignazio Scodnik un monumento quale precursore dell'irredentismo isontino. Il busto ritraente Francesco Scodnik (opera dello scultore gradiscano G.B. Novelli) fu distrutto durante la seconda guerra mondiale, al termine della guerra lo stesso scultore realizzò un'altra copia del busto che venne posto al "parco della rimembranza di Gorizia" dove ora è ancora visibile.
Vi è da segnalare inoltre il santuario di Nostra Signora delle nevi (Marjia Snežna) posto nei pressi della frazione di Auzza.

## Società

### Etnie e minoranze straniere
Il comune di Canale d'Isonzo, pur all'interno della Regione geografica italiana e dal 1920 al 1947 politicamente italiano (in provincia di Gorizia dal 1927), è abitato per la massima parte da sloveni. Fino al XVI secolo il piccolo centro isontino aveva come principale lingua d'uso il friulano, anche se tutta la zona era popolata da etnie slave da molto tempo prima. In seguito, sotto l'impero austro-ungarico, l'idioma diffuso tra le classi colte divenne il tedesco, mentre nel linguaggio familiare e delle campagne era usato lo sloveno; l'italiano però non era percepito come lingua straniera, data la vicinanza con Gorizia e con i paesi della pianura friulana con cui spesso i mercanti locali erano a contatto. Il censimento etnico italiano del 1921 riportava che tra i 4 077 abitanti di allora, 140 fossero italiani.
Il censimento sloveno del 2001 mostra invece i seguenti dati: di un totale di 5 978 abitanti, 5 427 sono sloveni, mentre nessuno è di nazionalità italiana (ma lo 0,40% della popolazione è di madrelingua italiana).

## Infrastrutture e trasporti
La SADE  prima degli accordi del 1947 aveva costruito due moderne centrali idroelettriche nelle località di Doblari e Plava progettate dall'ingegnere e professore dell'Università di Padova Mario Mainardis, friulano di Valvasone centrali requisite dalla nuova RSFJ.

### Ferrovie
Il capoluogo è servito dalla stazione di Canale d'Isonzo, collocata sulla linea Jesenice-Trieste. Sulla stessa linea si trovano le altre stazioni ferroviarie presenti nel territorio comunale: quelle di Salona d'Isonzo, Auzza e Plava.

## Insediamenti
Il comune di Canale d'Isonzo è diviso in 35 insediamenti (naselja):
- Aiba[17] (Ajba)
- Auzza[17] (Avče)
- Bodres[18] (Bodrež)
- Cal di Canale[17] (Kal nad Kanalom)
- Cambresco[17] (Kambreško)
- Canale d'Isonzo (Kanal [ob Soči]), sede comunale
- Čolnica
- Descla[18] (Deskle)
- Doblar
- Dolenje Nekovo
- Goljevica
- Goregna di Canale[18] (Gorenja Vas)
- Gorenje Nekovo
- Gorenje Polje
- Jesen
- Kamenca nad Ložicami
- Krstenica
- Lásizza[18] (Ložice)
- Lig
- Levpa
- Močila
- Morsko
- Paljevo
- Plava[17] (Plave)
- Prilesje pri Plavah
- Ravna
- Robidni Breg
- Ronzina[17] (Ročinj)
- Salona d'Isonzo[17] (Anhovo)
- Seniški Breg
- Ukanje
- Verco di Canale[17] (Kanalski Vrh)
- Zapotok
- Zagomila
- Zagora

## Amministrazione
| Periodo | Periodo   | Primo cittadino | Partito | Carica  | Note |
| ------- | --------- | --------------- | ------- | ------- | ---- |
| 1994    | 1998      | Zoran Madon     |         | sindaco |      |
| 1998    | 2002      | Zoran Madon     |         | sindaco |      |
| 2002    | 2006      | Miran Ipavec    |         | sindaco |      |
| 2006    | 2010      | Andrej Maffi    |         | sindaco |      |
| 2010    | 2014      | Andrej Maffi    |         | sindaco |      |
|         | in carica | Valter Mlekuž   |         | sindaco |      |